# Linia kolejowa Wilsdruff – Gärtitz
Linia kolejowa Wilsdruff – Gärtitz – dawna wąskotorowa linia kolejowa w Niemczech, w kraju związkowym Saksonia. Biegła ze stacji z Wilsdruff przez Miśnię, Lommatzsch do Gärtitz koło Döbeln. Linia została zamknięta w latach 1966-1972.